# Smíchovská tržnice
Smíchovská tržnice (celým názvem Ústřední tržnice pro drobný prodej na Smíchově) je budova v Praze 5-Smíchově. Nachází se mezi Náměstím 14. října a ulicemi Preslova a Matoušova, na východě sousedí s Národním domem. Od roku 2003 v 1. patře budovy sídlí pobočka Městské knihovny v Praze.

## Historie

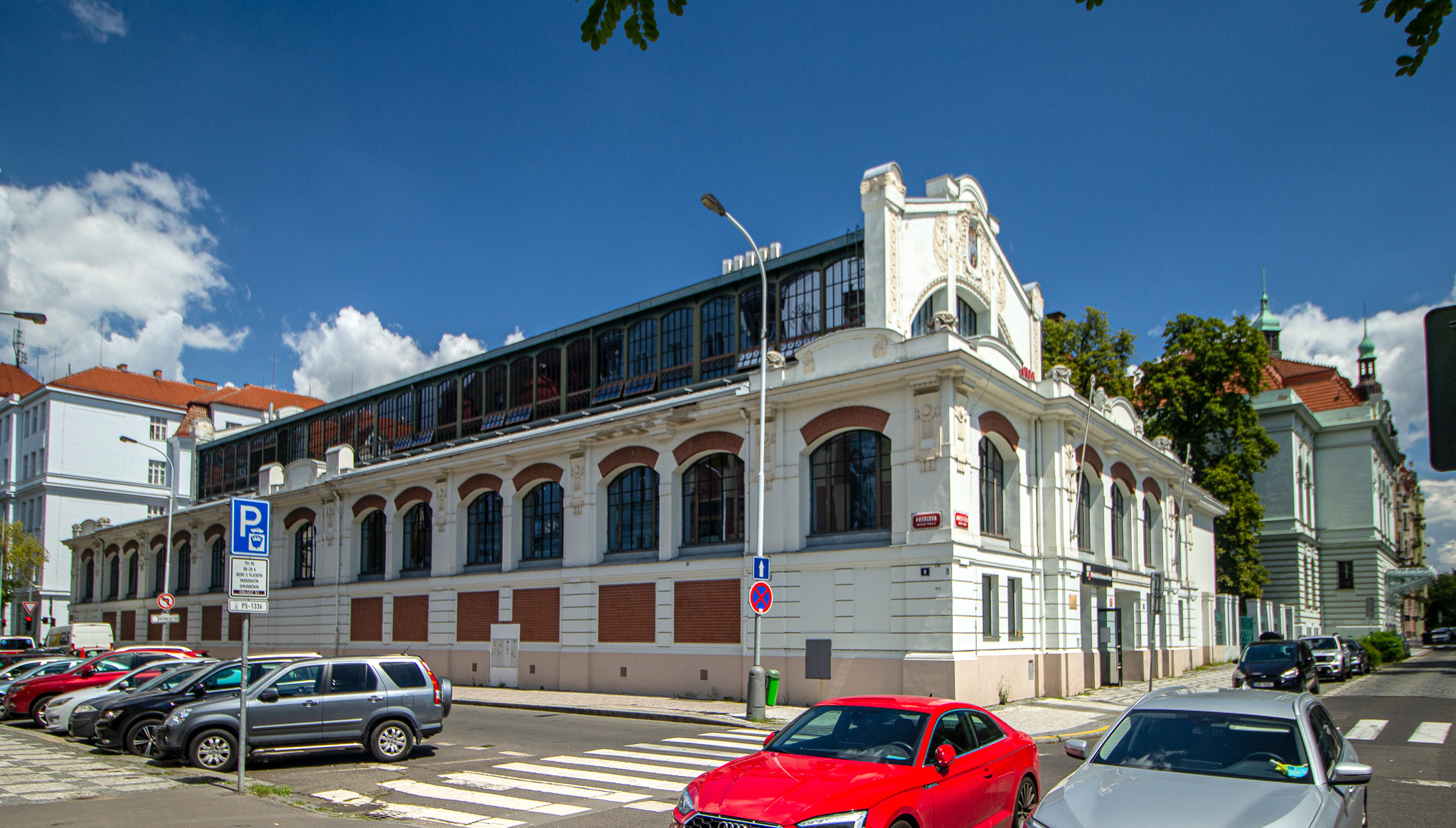
Budova tržnice od západu

Tržnice byla postavena na pozemcích zrušené botanické zahrady. Roku 1905 byl pro ni a pro sousední Národní dům vytyčen pozemek, obě budovy a prostor mezi nimi projektoval architekt Alois Čenský.

### Popis
Secesní trojlodní stavba s vyvýšenou střední lodí s bazilikálním osvětlením byla rozdělena do tří částí: přízemí zabírala vlastní tržní hala, prostor v obou čelech budovy byl určen pro administrativu a ubytování, chladírny a strojovna se nacházely v podzemí.
Firma Fanta a Jireš dodala železnou nosnou konstrukci, která procházela jak obvodovými zdmi, tak vnitřním prostorem. Chladicí zařízení vyrobila Ringhofferova strojírna a další smíchovská firma přispěla například čisticími nádržemi. Na stavbu dohlížel stavitel Vávra.

### Po roce 1948
Koncem 70. let 20. století byla tržnice přestavěna na nákupní středisko. Hala byla rozdělena železobetonovým stropem a původní ocelové sloupy včetně hlavic byly obestavěny. Nově vzniklé patro odděloval od starých nosníků podhled a prostor byl rozčleněn příčkami.

### Po roce 1989
Konverze budovy byla provedena roku 1993 – podhledy a příčky byly odstraněny, nosníky odkryty a okna vyměněna podle původního návrhu architekta Čenského. Roku 2003 byly prostory v 1. patře rekonstruovány pro potřeby pobočky Městské knihovny v Praze.